# 邲の戦い
邲の戦い（ひつのたたかい、中国語 邲之戰 Bì zhī zhàn）は、紀元前597年（周の定王10年、魯の宣公12年）、邲（現在の中国河南省鄭州市）において晋と楚が激突した戦い。楚軍の大勝利に終わった。これ以降、天下の覇権は晋から楚へと移り、楚の荘王の威光が大陸を覆うことになる。

## 事前の経緯
楚荘王は天下平定を目指していたが、北上するたびに晋に阻まれていた。そこで荘王は一大決心でもって自ら兵を率いて鄭を攻めた。鄭は晋に援軍を求めたが、晋の正卿の荀林父は度重なる鄭の面従背反を知り抜いていたので、援軍を送らずに放っておけばすぐに鄭は楚に降伏するだろうとみて、これを退けた。鄭は負ければ今度こそ荘王に国を滅ぼされるという危機感を抱き、必死に抵抗したので、晋の想像よりも長い間陥落しなかった。そこで晋は援軍を発したが、晋軍が鄭に到着する頃に、鄭は陥落した。
鄭の襄公は、微子啓が周に降伏した際の故事に倣って、諸肌を脱いで両手を縛り羊を引く礼でもって荘王を迎えた。楚の群臣は鄭を滅ぼすことを勧めたが、荘王は「鄭君は人に遜ることができた。必ずやよく国を治めるだろう」と言って、鄭君に恥辱を与えないために兵を退き、改めて鄭と同盟を結んだ。

## 邲の戦い
鄭の陥落を知った晋軍の師将の荀林父は撤退しようとし、上軍の将士会も「よろしい。戦いは敵の隙を突いて動くもの。徳・刑・政・事・典・礼の6つが正しく行われている楚に敵対してはなりません」と言ってこれに賛同したが、中軍の佐先縠は戦うことを望み、独断で兵を動かしたので、仕方なく戦うことになった。

### 晋軍の編成
- 中軍 - 将：荀林父　佐：先縠（中国語版）　中軍大夫：趙括、趙嬰斉
- 上軍 - 将：士会　　佐：郤克　上軍大夫：鞏朔（中国語版）、韓穿（中国語版）
- 下軍 - 将：趙朔　　佐：欒書　下軍大夫：荀首（中国語版）、趙同
- 司馬：韓厥

### 楚軍の編成
- 荘王（楚王）　孫叔敖（令尹）
  - 中軍 - 将：子桱（中国語版）（沈尹）
  - 左軍 - 将：子重（中国語版）（公子嬰斉、荘王の兄弟）
  - 右軍 - 将：子反（中国語版）（公子側、荘王の兄弟）

### 決戦
楚の荘王と令尹（宰相）の孫叔敖は鄭を降したのちに晋軍と戦うことに意義はないとし、後詰の軍勢を残して郢に撤退しようとしたが、伍参が荘王の前に進み出て「晋の政治を執っている者は就任して日が浅く、群臣はまとまっていません。戦えば必ず勝てます。ましてや敵の師将は一国の宰相であり、我が軍の師将は一国の君主であるのに、ここで退いてどうして天下に示しがつきましょうか」と言って叩頭し、額を割らんばかりであった。
荘王は悩んだ末に馬車を北に向けさせ、鄭国内の管に陣を構えてから晋に和睦のための使者を送った。晋の荀林父と士会はこれを受け入れると使者を送ったが、先縠も密かに使者を送り、和睦を拒絶し戦をすると伝えさせた。しかし、不審に思った荘王はまた和睦の使者を送ったので、結局晋と和睦することになった。
荀林父は和睦の使者として魏錡と趙旃を送ったが、この二人は元より和睦するつもりはなく、荘王を討ち取るつもりであった。楚王の陣に近付いた二人は攻撃を仕掛けたが、守りが堅く果たせなかった。退却する二人を追って荘王の本陣の兵が晋軍の中に突出しそうになったので、荘王の陣が孤立することを恐れた孫叔敖は慌てて全軍に突撃を命じた。
荀林父は突然の楚軍の突撃に為す術を知らず、「一番早く河（黄河）を渡って退却したものに褒美を出す」と全軍に布告したので、晋の中軍と下軍は瞬く間に壊滅し、退却のときに黄河を渡るも船の数が足りず1つの船に多くの兵が群がったので、先に船に乗れた兵は転覆を避けるために船縁をつかんだ兵の指を切り捨てた。このため春秋左氏伝においてこの状況を「舟中の指掬す可し」と描写された。晋の三軍の中では士会の率いる上軍だけがこの混乱の中で動じず、一兵も損ぜずに退却することに成功した。

## 事後
この戦い以降、晋はしばらくの間低迷期に入り、楚の荘王の威光が天下を覆うことになる。これにより荘王は春秋五覇に数えられることもある。